# بابا کلیانی
بابا کلیانی (انگلیسی: Baba Kalyani؛ زادهٔ ۷ ژانویهٔ ۱۹۴۹) کارآفرین، سرمایه‌دار و مدیر ارشد اجرایی اهل هند است، که مالک و رئیس هیئت مدیره گروه کالیانی می‌باشد.